# Knabstrup Hovedgård
Knabstrup Hovedgård (el. Knabstrup Gods el. Knabstrupgård) er en herregård cirka 2 km sydøst for Knabstrup Stationsby på Nordvestsjælland.
Hovedbygningen er opført i 1861-1862 ved arkitekt Vilhelm Dahlerup og ombygget i 1934 af arkitekt W. Schaldemose.
Enkesædet Dorotheaslyst (1799-1802 af Philip Lange) er fredet.
Knabstrup Gods er på 436 hektar.
Hesteracen Knabstrupperen er oprindeligt fremavlet på Knabstrup Hovedgård af major Willars Knudsen Lunn i begyndelsen af 1800-tallet, og racen har sit navn fra gården.
- bindingsværkslænger nær hovedbygningen

## Ejere af Knabstrup Hovedgård
- (før 1259) Kronen
- (1259-1375) Roskilde Bispestol
- (1375-1436) Kronen
- (1436-1444) Poul Laxmand
- (1444) Margrethe Poulsdatter Laxmand gift Thott
- (1444-1487) Iver Axelsen Thott
- (1487) Beate Ivarsdatter Thott gift Trolle
- (1487-1505) Arild Birger Trolle
- (1505-1541) Jakob Trolle
- (1541-1546) Else Poulsdatter Laxmand gift Gyldensterine
- (1546-1561) Gjørvel Abrahamsdatter Gyldenstierne (1) Ulfstand (2) Ulfstand
- (1561-1681) Lisbeth Trolle gift Sparre
- (1681-1610) Gabriel Sparre
- (1610-1622) Johan Sparre
- (1622-1653) Frederik Parsberg
- (1653-1662) Sophie Kaas gift Parsberg
- (1662-1672) Niels Frederiksen Parsberg / Jørgen Frederiksen Parsberg / Verner Frederiksen Parsberg
- (1672-1685) Jørgen Frederiksen Parsberg
- (1685) Assessor Sidenborg
- (1685) Enke Fru Sidenborg
- (1685-1695) Frederik Vittinghof baron Scheel
- (1695-1730) Schack baron Brockdorff
- (1730-1732) Sophie Charlotte Scheel gift Brockdorff
- (1732-1745) Maximilian Wilhelm von Dombroick
- (1745-1747) Johan Lorentz Castenschiold
- (1747-1760) Johan Lorentz Castenschiolds dødsbo
- (1760-1764) Carl Adolph Castenschiold
- (1764-1770) Jørgen Jørgensen
- (1770-1772) Enke Fru Jørgensen gift (2) von Hielmcrone
- (1772-1776) Jørgen von Hielmcrone
- (1776-1814) Christian Ditlev Lunn
- (1814-1865) Willars Knudsen Lunn
- (1865-1886) Carl Frederik August Lunn
- (1886-1929) Erasmus Sigismund Lunn
- (1929-1931) Knud William Lunn
- (1931-1960) Knabstrup Gods A/S v/a Kurator Knud William Lunn
- (1960-1980) Knabstrup Gods A/S v/a Kurator Bodil Lunn
- (1980-2007) Knabstrup Gods A/S v/s Kurator Gerda Lunn Gram
- (2008-) Knabstrup Gods A/S v/s Kurator Gorm Lunn